# 사로니코스만

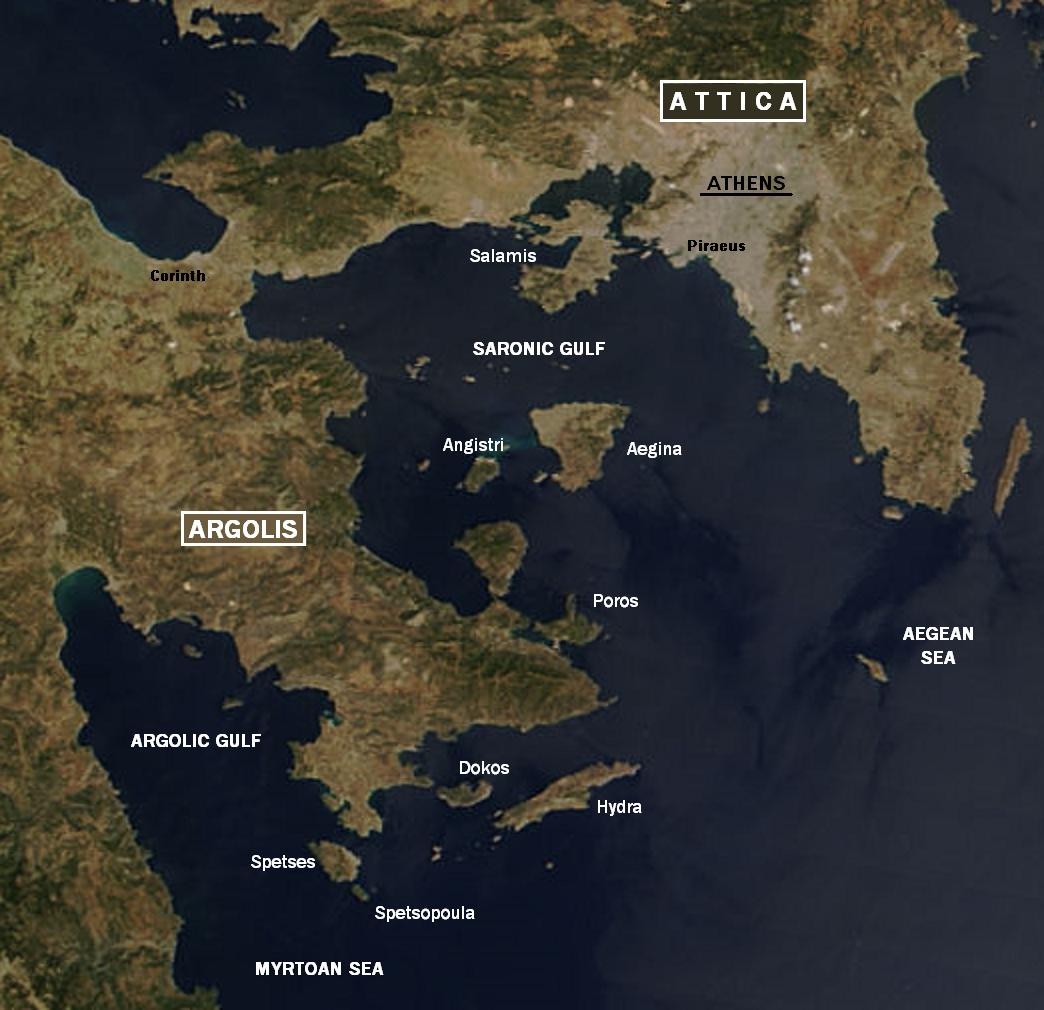
사로니코스만 주변을 위시하고 있는 지도

사로니코스만(그리스어: Σαρωνικός κόλπος) 또는 에기나(아이기나)만은 그리스 에게해에 있는 만으로, 코린토스 지협의 동쪽에 있다. 사로니코스만은 지협을 가르는 코린토스 운하의 동쪽 종착점이다. 사로니코스만 한가운데에 작은 섬인 파트로클루나 블레베스 섬과 더불어 에기나, 살라미스, 포로스 섬이 줄지어 있다. 아테네의 피레아스 항구가 만의 북동쪽 끝에 자리잡고 있다. 포로스에서 에피다브로스 사이, 갈라타키에서 키네타 사이, 메가라에서 엘레프시나(엘레우시스) 사이, 피레아스에서 아나비소스까지 해안 대부분에 모래사장이 펼쳐져 있다. 아테네의 도시 지역이 사로니코스만의 동쪽과 북쪽 해안을 감싸고 있다.